# Albumy numer jeden w roku 1985 (Japonia)
Notowanie Weekly LP Chart (jap. 週間LPランキング Shūkan LP Chāto) przedstawia najlepiej sprzedające się LP w Japonii. Publikowane było przez magazyn Oricon Style, a dane skompletowane zostały przez Oricon w oparciu o cotygodniowe wyniki sprzedaży fizycznej LP. Poniżej znajdują się tabele prezentujące najpopularniejsze płyty w danych tygodniach w roku 1985.

## Oricon Weekly Album Chart
| Data            | Album | Wykonawca                       | Źródło |
| --------------- | --- | ------------------------------- | ------ |
| 7 stycznia      | wstrzymanie publikacji                                                                                       | wstrzymanie publikacji          | [ 1 ]  |
| 14 stycznia     | 9.5 Carats                                                                                                   | Yōsui Inoue                     | [ 1 ]  |
| 21 stycznia     | 9.5 Carats                                                                                                   | Yōsui Inoue                     | [ 1 ]  |
| 28 stycznia     | 9.5 Carats                                                                                                   | Yōsui Inoue                     | [ 1 ]  |
| 4 lutego        | 9.5 Carats                                                                                                   | Yōsui Inoue                     | [ 1 ]  |
| 11 lutego       | 9.5 Carats                                                                                                   | Yōsui Inoue                     | [ 1 ]  |
| 18 lutego       | 9.5 Carats                                                                                                   | Yōsui Inoue                     | [ 1 ]  |
| 25 lutego       | 9.5 Carats                                                                                                   | Yōsui Inoue                     | [ 1 ]  |
| 4 marca         | Today's Girl                                                                                                 | Kyōko Koizumi                   | [ 1 ]  |
| 11 marca        | Today's Girl                                                                                                 | Kyōko Koizumi                   | [ 1 ]  |
| 18 marca        | Seiko-Train                                                                                                  | Seiko Matsuda                   | [ 1 ]  |
| 25 marca        | Seiko-Train                                                                                                  | Seiko Matsuda                   | [ 1 ]  |
| 1 kwietnia      | Kaikisen (jap. 回帰線)                                                                                       | Yutaka Ozaki                    | [ 1 ]  |
| 8 kwietnia      | INNOCENT SKY                                                                                                 | Kōji Kikkawa                    | [ 1 ]  |
| 15 kwietnia     | BITTER AND SWEET                                                                                             | Akina Nakamori                  | [ 1 ]  |
| 22 kwietnia     | BITTER AND SWEET                                                                                             | Akina Nakamori                  | [ 1 ]  |
| 29 kwietnia     | Oiro naoshi (jap. 御色なおし)                                                                                | Miyuki Nakajima                 | [ 1 ]  |
| 6 maja          | CHECKERS in TAN TAN Tanuki Original Soundtrack (jap. CHECKERS in TAN TAN たぬきオリジナル・サウンドトラック) | ścieżka dźwiękowa               | [ 1 ]  |
| 13 maja         | CHECKERS in TAN TAN Tanuki Original Soundtrack (jap. CHECKERS in TAN TAN たぬきオリジナル・サウンドトラック) | ścieżka dźwiękowa               | [ 1 ]  |
| 20 maja         | We Are the World (jap. ウィ・アー・ザ・ワールド)                                                             | USA for Africa                  | [ 1 ]  |
| 27 maja         | We Are the World (jap. ウィ・アー・ザ・ワールド)                                                             | USA for Africa                  | [ 1 ]  |
| 3 czerwca       | We Are the World (jap. ウィ・アー・ザ・ワールド)                                                             | USA for Africa                  | [ 1 ]  |
| 10 czerwca      | We Are the World (jap. ウィ・アー・ザ・ワールド)                                                             | USA for Africa                  | [ 1 ]  |
| 17 czerwca      | The 9th Wave                                                                                                 | Seiko Matsuda                   | [ 1 ]  |
| 24 czerwca      | The 9th Wave                                                                                                 | Seiko Matsuda                   | [ 1 ]  |
| 1 lipca         | FOR YOUR LOVE                                                                                                | Alfee                           | [ 1 ]  |
| 8 lipca         | The 9th Wave                                                                                                 | Seiko Matsuda                   | [ 1 ]  |
| 15 lipca        | ANOTHER SUMMER                                                                                               | Kiyotaka Sugiyama & Omega Tribe | [ 1 ]  |
| 22 lipca        | ANOTHER SUMMER                                                                                               | Kiyotaka Sugiyama & Omega Tribe | [ 1 ]  |
| 29 lipca        | ANOTHER SUMMER                                                                                               | Kiyotaka Sugiyama & Omega Tribe | [ 1 ]  |
| 5 sierpnia      | Yokohama ni jū-sai mae (jap. YOKOHAMA二十才まえ)                                                             | Eikichi Yazawa                  | [ 1 ]  |
| 12 sierpnia     | Back Streets of Tokyo                                                                                        | Off Course                      | [ 1 ]  |
| 19 sierpnia     | D404ME | Akina Nakamori                  | [ 1 ]  |
| 26 sierpnia     | D404ME | Akina Nakamori                  | [ 1 ]  |
| 2 września      | Mainichi!! Checkers (jap. 毎日!!チェッカーズ)                                                                | The Checkers                    | [ 1 ]  |
| 9 września      | Mainichi!! Checkers (jap. 毎日!!チェッカーズ)                                                                | The Checkers                    | [ 1 ]  |
| 16 września     | Mainichi!! Checkers (jap. 毎日!!チェッカーズ)                                                                | The Checkers                    | [ 1 ]  |
| 23 września     | KAMAKURA | Southern All Stars              | [ 1 ]  |
| 30 września     | KAMAKURA | Southern All Stars              | [ 1 ]  |
| 7 października  | KAMAKURA | Southern All Stars              | [ 1 ]  |
| 14 października | KAMAKURA | Southern All Stars              | [ 1 ]  |
| 21 października | KAMAKURA | Southern All Stars              | [ 1 ]  |
| 28 października | KAMAKURA | Southern All Stars              | [ 1 ]  |
| 4 listopada     | KAMAKURA | Southern All Stars              | [ 1 ]  |
| 11 listopada    | REBECCA IV ~Maybe Tomorrow~                                                                                  | Rebecca                         | [ 1 ]  |
| 18 listopada    | miss M. | Miyuki Nakajima                 | [ 1 ]  |
| 25 listopada    | REBECCA IV ~Maybe Tomorrow~                                                                                  | Rebecca                         | [ 1 ]  |
| 2 grudnia       | Anzen Chitai IV (jap. 安全地帯IV)                                                                            | Anzen Chitai                    | [ 1 ]  |
| 9 grudnia       | DA・DI・DA                                                                                                   | Yumi Matsutōya                  | [ 1 ]  |
| 16 grudnia      | DA・DI・DA                                                                                                   | Yumi Matsutōya                  | [ 1 ]  |
| 23 grudnia      | FIRST FINALE                                                                                                 | Kiyotaka Sugiyama & Omega Tribe | [ 1 ]  |
| 30 grudnia      | MY BEST THANKS                                                                                               | Akina Nakamori                  | [ 1 ]  |